# Bucks Free Press
El Bucks Free Press es un periódico local semanal que se publica todos los viernes y cubre el área que rodea a High Wycombe, en Buckinghamshire, Inglaterra. Se publicó por primera vez el 19 de diciembre de 1856.
Cubre noticias del sur de Buckinghamshire—centrándose principalmente en High Wycombe, Amersham, Princes Risborough y Beaconsfield—en lugar de abarcar todo el condado.
Marlow cuenta con su propia edición llamada Marlow Free Press, que contiene varias páginas distintas.
El periódico informa sobre noticias locales, reportajes, ocio y deportes. La sección deportiva ofrece una cobertura extensa del club de fútbol Wycombe Wanderers, que juega en el estadio Adams Park de High Wycombe.
Además del periódico principal Bucks Free Press, también se publican semanalmente una edición para Aylesbury y otra para Chesham y Amersham.
El novelista de fantasía Terry Pratchett comenzó su carrera como periodista en el Bucks Free Press en 1965.
En marzo de 2017, el periódico nombró a la primera mujer editora en su historia, Samantha Harman. La actual editora es Katie French, quien supervisa la región de Buckinghamshire y Berkshire para Newsquest como editora regional.

## Periodistas anteriores
- Terry Pratchett (1948–2015), escritor de fantasía humorística, comenzó como aprendiz en 1965.[2][3][4] En 2010, el Bucks Free Press publicó en línea una antología de 250 cuentos de Pratchett originalmente publicados entre 1965 y 1970.[4][5][6] Relatos adicionales, escritos bajo el seudónimo previamente desconocido de Tío Jim (Uncle Jim), fueron descubiertos en la década de 2020 y se incluyeron en el libro póstumo de 2023 De un plumazo: Las historias perdidas.[2][3][7]